# Departamentul Pando

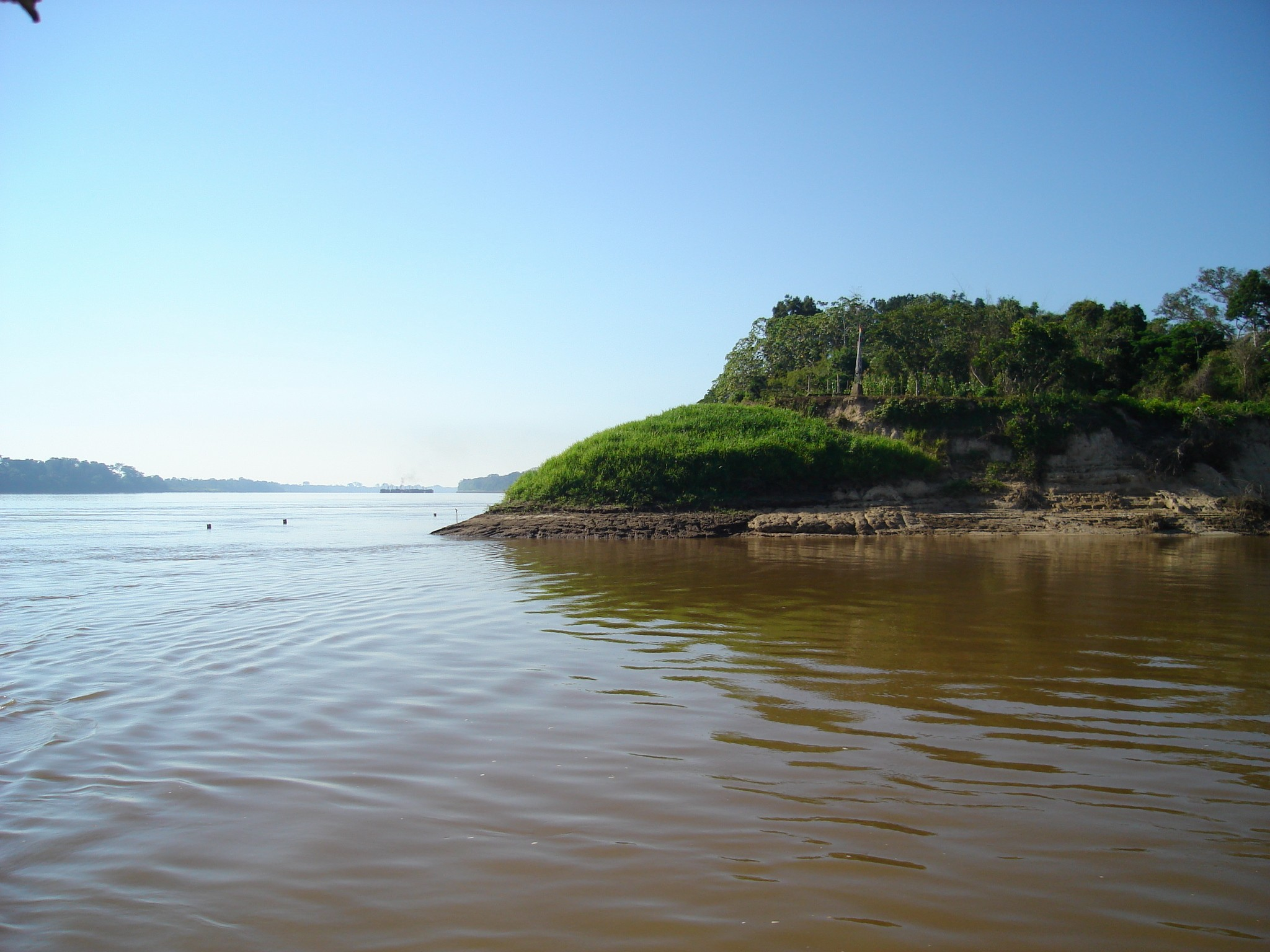
Graniţa dintre Bolivia şi Brazilia.

Departamentul Pando este un departament din Bolivia. Capitala sa este orașul Cobija.
1. ↑  GeoNames, accesat în 9 iulie 2017